# Euagrotis spreta
Euagrotis spreta är en fjärilsart som beskrevs av Smith 1902. Euagrotis spreta ingår i släktet Euagrotis och familjen nattflyn. Inga underarter finns listade i Catalogue of Life.